# کلوئی چنگری
کلوئی چنگری (انگلیسی: Chloe Csengery؛ زادهٔ ۷ ژوئیهٔ ۲۰۰۰) بازیگر اهل ایالات متحده آمریکا است.

## گزیده فیلم‌شناسی
از فیلم‌ها یا برنامه‌های تلویزیونی که وی در آن نقش داشته است می‌توان به فعالیت فراطبیعی ۳، فعالیت فراطبیعی: نشانه‌گذاری شده‌ها و فعالیت فراطبیعی: ابعاد شبح اشاره کرد.